# Veit Amerbach
 (juillet 2017).
Veit Amerbach (né en 1503 à Wemding en duché de Bavière-Landshut et mort le 13 septembre 1557 à Ingolstadt) est un humaniste allemand.

## Biographie
Il fait ses études à Worms. Professeur de philosophie à Ingolstadt, il a traduit en latin les Discours d'Isocrate et de Démosthène et le Traité sur la Providence de saint Jean Chrysostome. Il a également laissé des commentaires sur Cicéron et sur Ovide. Il correspond avec Erasme et Pic de la Mirandole. Dans un premier temps, comme la plupart des humanistes allemands, il adhère à la réforme luthérienne mais il se ravise et retourne à la religion catholique, reconnaissant l'autorité du pape. Il est effrayé par la traduction des textes saints en langue vernaculaire. Il pense que seuls les clercs et les professeurs peuvent avoir accès aux textes saints et à l'enseignement des Pères de l'Église. La démocratisation des lectures saintes ne peut mener qu'à l'anarchie et à l'hérésie.

## Source
- Marie-Nicolas Bouillet  et Alexis Chassang (dir.), « Veit Amerbach » dans Dictionnaire universel d’histoire et de géographie, 1878 (lire sur Wikisource)